# Comunitat de pràctica
Les comunitats de pràctica son grups socials constituïts amb la finalitat de desenvolupar un coneixement especialitzat, compartint aprenentatges basats en la reflexió compartida sobre experiències pràctiques. Etienne Wenger ha estudiat les Comunitats de pràctica i les ha definit com un "grup de persones que comparteixen un interès, un conjunt de problemes, o una passió sobre un tema, i que aprofundeixen el seu coneixement i la seva experiència en l'àrea a través d'una interacció que enforteix les seves relacions".
El terme ha estat estudiat per Etienne Wenger (1998), Wenger i Snyder (2000), Pablo Peña (2001) i Antoni Garrido (2003). Observant el coneixement que es difon des d'una comunitat científica i buscant potenciar aquest fet a nivell corporatiu com una institucionalització de la vella 'tempesta d'idees', es recreen les comunitats de pràctica. En algunes, és el mateix grup qui estableix els objectius d'aprenentatge i aquests al seu torn són seleccionats en el context de la 'pràctica del treball en la corporació'.

## Comunitat de pràctica
Una comunitat de pràctica torna explícita la transferència informal de coneixement dins de xarxes i grups socials oferint una estructura formal que permet adquirir més coneixement a través de les experiències compartides dins del grup. Finalment, la pròpia identitat del grup es reforça l'aprenentatge com un procés de 'participació' i 'lideratge' compartit. El lideratge informal és bàsic en les organitzacions i té un paper de difusió de la tasca del grup i d'observació de la implantació del seu treball en la pràctica. El seu paper sociològic va ser estudiat en els 70 per Pinilla de las Heras i d'altres. Aquesta gestió del coneixement, al seu torn, pot ser presencial o virtual (Cibercultura); però sempre cooperatiu en un procés continu d'establir estratègies de participació, lideratge, identitat, captura i aprofitament del coneixement.
Des de la visió d'Etienne Wenger les comunitats cobren sentit en la mesura que permeten construir coneixement i al seu torn multiplicar-lo, aquest concep l'aprenentatge com un procés de participació i construcció social; des d'aquesta mirada les comunitats de pràctica comparteixen interessos, experiències o conjunts de problemes, es nodreixen de les interaccions socials, del xoc cultural i de la identitat pròpia i es caracteritzen per posseir domini, comunitat i pràctica. El domini fa referència al camp d'estudi de la comunitat; la pràctica al camp d'aplicació dels sabers des del qual es nodreix l'experiència i finalment la comunitat està relacionada amb la interacció i l'intercanvi de sabers que es donen a l'interior de la comunitat i que es troben articulats per interacció que nodreixen la identitat, la confiança i la col·laboració de la mateixa permetent que el coneixement de la comunitat al seu torn es mantingui, desenvolupi o comparteixi.

## Aspectes sociològics en una comunitat de pràctica
L'ésser humà és un subjecte social per excel·lència i per establir-se com a tal, ha viabilizado les relacions amb altres éssers i contextos per mitjà de la comunicació, arribant així a ser part d'un grup, reunió o conglomerat de gent que té els mateixos interessos o simplement comparteix un lloc d'assentament.
Una comunitat per la seva banda, va més enllà de ser una reunió de persones, ja que no podria existir sense la interacció dels seus membres. Garber (2004), afirma que una comunitat comprèn un grup de persones que comparteixen alguna cosa en comú, que interactuen entre si en un espai físic o recorrent a algun mitjà, que estan compromeses amb la comunitat a través de la participació regular i que mostren reciprocitat i confiança en les altres persones que la conformen.
L'aprenentatge al seu torn, és un procés social, d'acord amb el postulat per Lev Vigotsky (1978), l'ésser humà aprèn a través de les interaccions que estableix amb aquells que pertanyen al seu grup social, entenent i internalitzant els símbols i signes de la cultura d'aquest grup. Això és possible gràcies a la interacció amb altres membres més experimentats de la seva comunitat, fent que d'una part hi hagi una negociació mútua de significats i d'una altra es doni una construcció conjunta de sabers.
A les comunitats de pràctica, la socialització i la construcció cooperativa d'aprenentatge es desenvolupa al voltant d'una pràctica comuna que porta als seus membres a definir certs rituals, rols i interaccions que determinen el seu llenguatge i identitat, que les porta a comprometre, consolidar-se i evolucionar en el temps. En aquest sentit, Poole (2002) citat per Galvis i Leal (2004) planteja set elements determinants per viure en comunitat: les experiències compartides, la responsabilitat compartida, la identitat compartida, el temps social, els rituals de entrada i sortida, les relacions significatives i la participació.

### Rols i Interaccions
Contrari al que se solia pensar, no tots els membres d'una comunitat han de participar de forma equitativa. Les persones tenen diferents nivells d'interès en l'activitat que exerceixen a l'interior de les seves comunitats. Pel que resulta irrealista esperar que tots tinguin els mateixos rols i interactuïn de la mateixa manera.
Per al disseny d'una comunitat de pràctica, Wenger i els seus col·laboradors proposen en Cultivating Communities of Practice els següents rols o nivells de participació:
Coordinador: És qui organitza esdeveniments i connecta als membres de la comunitat. És el membre que contribueix al fet que la comunitat estigui enfocada en el seu domini, mantingui relacions entre els seus membres i altres comunitats, i desenvolupi la seva pràctica. La dedicació d'aquesta persona com a coordinador es troba típicament entre el 20 i el 50% del seu temps, i és usualment finançada per aquest propòsit. Entre les seves funcions principals es troben:
- Identificar qüestions o temes importants en el domini de la comunitat.
- Planejar i facilitar esdeveniments a la comunitat. Sent aquest l'aspecte més visible del paper d'un coordinador.
- Relacionar informalment membres de la comunitat.
- Contribuir en la construcció de la pràctica. Això inclou treballar en l'administració del coneixement en la comunitat, lliçons apreses, millors pràctiques i mètodes per a l'aprenentatge.
- Avaluar la salut de la comunitat i la contribució d'aquesta als seus membres.

El Nucli: És un grup petit de membres que participen activament en discussions, debats i projectes. S'encarreguen d'identificar temes que s'hagin de tractar en la comunitat i guiar a través d'una agenda d'activitats. A mesura que la comunitat madura, els membres del nucli prenen bona part del lideratge i es tornen assistents del coordinador. En general, es tracta d'un grup petit que només té del 10 al 15% de la comunitat.
Membres actius: Són aquells que atenen reunions amb regularitat i que participen ocasionalment en els fòrums o activitats de la comunitat sense el nivell d'intensitat dels del nucli. També es tracta d'un grup relativament petit que comprèn del 15 al 20% de la comunitat.
Membres perifèrics: Participen en escasses ocasions i són part majoritària de la comunitat. Les seves activitats se centren en observar les interaccions dels membres actius i del nucli. Alguns integrants d'aquest nivell consideren que les seves participacions no són apropiades per a la comunitat o que no compten amb l'autoritat suficient perquè els sigui tinguda en compte. D'altres, consideren que no compten amb el temps suficient per participar de forma més activa. Malgrat això, les seves activitats perifèriques són de vital importància per a la comunitat, ja que gràcies a la seva observació del que passa a l'interior d'aquesta, aconsegueixen obtenir una gran varietat de coneixements que posen en pràctica a la seva manera.
Participants externs: No són membres de la comunitat però tenen un interès en aquesta, ja sigui com a clients, proveïdors o perquè comparteixen temes d'interès.
Els membres d'una comunitat es mouen entre aquests nivells de participació depenent de diversos factors. Quan es tracta un tema que sigui d'interès per a alguns, aquests poden assumir el rol de participants actius o del mateix nucli per un temps mentre es desenvolupen activitats al voltant d'aquest tema, i després tornar a ser de la perifèria. Aquest moviment entre nivells permet mantenir els membres interessats en la comunitat i és un element que cal tenir en compte per a sostenir l'evolució d'una comunitat.

## Disseny d'una comunitat de pràctica

### Set principis fonamentals
Wenger et al (2002) han considerat uns principis que ells consideren fonamentals perquè una comunitat de pràctica es desenvolupi de manera sana. Aquests principis són els següents:
1. Dissenyar la comunitat perquè evolucioni: Segons aquest autor les comunitats de pràctica no es desenvolupen des de zero, es desenvolupen des de xarxes socials ja existents. Les comunitats de pràctica s'han de considerar com a "organismes vius". Els elements que es dissenyin han de servir com a catalitzadors. Com textualment manifesta Wenger així com les estructures físiques com les carreteres i parcs faciliten el desenvolupament d'una població, les estructures socials i organitzacionals d'una comunitat com són el coordinador o trobades per resoldre problemes poden estimular el desenvolupament d'una comunitat.
2. Obrir diàlegs entre perspectives internes i externes a la comunitat: Les comunitats de pràctica s'enriqueixen amb l'opinió o perspectiva que tinguin els seus membres, perquè això dona sentit a la comunitat, però és fonamental enriquir-la de la mateixa manera amb la perspectiva d'idees externes a la comunitat. Aquest intercanvi d'idees genera discussió que fa créixer a la comunitat.
3. Convidar diferents nivells de participació: Imaginem una coca rodona, que la podem dividir en tres cercles concèntrics, cadascun contenint l'altre. El cercle del centre és molt petit i es diu "nucli del grup", allà hi ha el coordinador de la comunitat, i un grup petit de membres que lideren les activitats de la comunitat i l'agenda d'aprenentatge. Constitueix el 10-15% dels membres. El segon cercle es diu "grup actiu", amb un 15-20% dels membres, on es troba el grup de persones que participen de manera activa en les discussions, però no de la mateixa manera que els del primer grup. En el tercer grup que es diu "grup perifèric" hi ha el 80-85% dels membres, i són persones que gairebé mai hi participen, però que freqüentment observen el que es fa a l'interior de la comunitat. Aquest grup no és menys important que els altres, perquè si bé els altres grups tenen més participació, aquest grup aprèn des de la perifèria i freqüentment aplica allò après en els seus entorns laborals. Hi ha un quart grup, que està per fora de la coca que es diuen "outsiders", que són externes a la comunitat però que els interessa el que passa. Poden ser externs de tipus intel·lectual que aporten idees a la comunitat. Cadascun dels grups té un diferent grau d'interès i això s'ha d'acceptar i entendre, però llavors l'èxit d'una comunitat serà que s'aconsegueixin mecanismes que permetin que es generin diàlegs entre membres dels diferents grups, i que es construeixin activitats que puguin interessar a persones dels diferents grups, de fet un membre pot estar en un moment determinat en el centre i passar al grup actiu d'acord amb l'interès que tingui en aquell moment.
4. Desenvolupar espais tant públics com privats: En la nostra vida diària tenim trobades amb diferents persones tot el temps, amb unes dialoguem a prendre'ns un cafè, amb altres només parlem de qüestions de treball, altres vegades ens asseiem a conversar diversos en una taula, altres vegades entaulem una conversa individual. Tenim diferents tipus de conversa i graus de confiança en elles. Això que s'ha descrit és similar al que succeeix en una comunitat de pràctica. Encara que hi ha esdeveniments que han de ser públics perquè són de l'interès de tots, hi haurà moments en què els membres de la comunitat desitgin entaular diàlegs privats. L'èxit de la comunitat està en el fet que s'aconsegueixi un adequat equilibri entre aquests diferents tipus de diàlegs.
5. Centrar-se en el valor: La majoria de les persones tenen un hobbie o afició, que els atrau molt, els omple el seu espai lliure, el gaudeixen, volen aprendre tot el temps sobre això. En la nostra vida laboral també tenim interessos especials, una mica del que volem aprendre molt i que sentim que ens millorarà la nostra pràctica professional de manera autèntica. Això és el que podríem descriure com el "valor d'una comunitat". Una comunitat serà reeixida en la mesura que aconsegueixi conjugar l'interès autèntic d'una persona per aprendre sobre determinat tema. La comunitat ha de ser capaç d'aglutinar aquests diferents interessos que tenen les persones i poder brindar el que necessiten d'ella.
6. Combinar familiaritat amb emoció: Els espais laborals estan sotmesos usualment a un cert grau de tensió per la responsabilitat de complir amb les nostres obligacions, tenim la responsabilitat addicional de ser productius i ser idealment proactius. Quan pertanyem a una comunitat de pràctica tenim l'interès implícit d'aprendre sobre algun tema, però ja no tenim la pressió laboral, és un espai de discussió i aprenentatge on podem compartir les nostres idees de manera còmoda i tranquil·la. Una comunitat reeixida seria aquella que aconsegueixi proporcionar als seus membres aquest ambient de familiaritat que li permeti aprendre i moments d'emoció que es dona quan trobem situacions per discutir de manera agradable i productiva.
7. Crear un ritme per a la comunitat: La nostra vida diària té un ritme, on ens vam aixecar, vam esmorzar, vam treballar, vam arribar a la nit a descansar, tenim espais de diàlegs amb les nostres famílies, però també la nostra vida en general té un ritme, moments de major o menys energia i activitat. El mateix succeeix amb una comunitat de pràctica. De fet, per Wenger et al (2002) el ritme és el principal signe de vitalitat d'una comunitat. Si una comunitat té un ritme massa accelerat d'activitats tot el temps possiblement els seus membres es cansaran i l'abandonaran, si el seu ritme és massa baix tot el temps, llavors s'avorriran i també l'abandonaran. Una comunitat reeixida seria aquella que aconsegueixi combinar moments de major activitat amb moments de menor activitat.

### Etapes de desenvolupament
Una comunitat de Pràctica pot travessar per diferents fases de desenvolupament. Per a això, Etienne Wenger, Richard McDermontt i William M. Snyder (2002), proposen en el llibre titulat: "Cultivating Communities of Practice", cinc fases de desenvolupament:
1. Potencial
2. De Coalescència (D'unió)
3. Maduresa
4. Gestió
5. Transformació

En cadascuna de les fases, els rols del coordinador i els participants juguen un important paper, al seu torn, els elements que les integren, com el són: El domini, la pràctica i la comunitat, adquireixen dimensions i significats diferents cada vegada que la comunitat es dirigeix cap al seu estat d'evolució.
El temps de vida de les comunitats és relatiu, depèn dels seus interessos, dinàmiques i orientacions.

### Gestió del coneixement
Un dels eixos centrals d'una comunitat és el coneixement que genera. No obstant això, aquest coneixement difereix d'acord amb l'etapa d'evolució en què es troba la comunitat. Cada etapa aporta diferent coneixement i mitjans per administrar-lo. Mentre que durant el creixement d'una comunitat, "els membres i la profunditat del coneixement que comparteixen els membres creix", durant la maduresa "les comunitats administren activament el coneixement i la pràctica que comparteixen i conscient, les desenvolupen". Tenint en compte les etapes de desenvolupament definides per Wenger, a continuació identifiquem com es gestiona el coneixement en cadascuna d'elles.

#### Etapa potencial
Durant aquesta etapa la comunitat busca obtenir coneixement tant pels seus propis mitjans com a través d'altres comunitats al voltant del tema d'interès. D'altra banda, la pràctica de la comunitat se centra en les necessitats de coneixement de la mateixa. És important per a una comunitat que està iniciant recolzar-se en comunitats preexistents en el tema, ja que poden proveir a la comunitat guies sobre quin coneixement és important en el tema i quins problemes es poden presentar per connectar els membres de la comunitat al voltant del mateix. Identificar la intenció estratègica de la comunitat ajuda a definir l'abast i el coneixement que compartirà voltant d'aquesta intenció. D'acord amb la intenció, l'administració del coneixement variarà, però sempre requerirà una estructura definida i una sèrie de rols per verificar el coneixement que la comunitat manegi. Finalment, el paper de coordinador de la comunitat s'encarrega, entre diverses responsabilitats, d'ajudar a la construcció de la pràctica, el que inclou les bases de coneixement, lliçons apreses, bones pràctiques, entre d'altres; el que ho fa una peça clau per a la gestió del coneixement que es genera en la comunitat.

#### Etapa de coalescència
Durant aquesta etapa el domini de la comunitat se centra a establir el valor de compartir coneixement sobre el domini entre els membres. D'altra banda, la pràctica se centra a definir específicament que coneixement ha de ser compartit i com fer-ho. És important per a la comunitat en aquesta etapa implementar esdeveniments per compartir coneixement com reunions i teleconferències, entre d'altres. Durant aquesta etapa és comú el descobriment de la necessitat d'organitzar les fonts de dades de la comunitat. Responsabilitats de documentació poden ser una càrrega per als membres de la comunitat. En aquest context, el coordinador de la comunitat assumeix la responsabilitat d'administrar aquest coneixement. Per disminuir la càrrega del rol, és possible que es designi la tasca a un grup d'administració de les fonts de dades.

#### Etapa de maduresa
Durant aquesta etapa, atès que la comunitat busca desenvolupar una gran font de coneixement, sorgeixen una sèrie de projectes que permeten desenvolupar noves àrees de coneixement, incrementant la quantitat de temps que han de dedicar els membres a la comunitat. En aquesta etapa, la pràctica se centra en organitzar i administrar el coneixement de la comunitat. Aquest procés implica la identificació de bretxes en el coneixement per induir discussions sobre les necessitats de la comunitat. Addicionalment, en aquesta etapa la comunitat requereix definir una agenda d'aprenentatge, la qual té en compte el que la comunitat ja sap, el que necessita saber i el que han de fer per omplir les bretxes identificades prèviament. D'altra banda, aquesta etapa té un objectiu clau que consta de l'organització del repositori d'informació. Aquesta organització pot donar-se a través de l'ús de taxonomies dissenyades al voltant de la pràctica, facilitant les contribucions dels membres i l'accés al coneixement de la comunitat d'una manera eficient. Finalment, aquesta etapa introdueix el paper de bibliotecari de la comunitat, el qual s'encarrega d'organitzar el material a la taxonomia de la comunitat, proveir serveis de recerca sobre els recursos, entre d'altres responsabilitats. Aquest paper usualment és un membre actiu de la comunitat que ha de tenir coneixements tècnics del domini que està suportant.

#### Etapa de gestió
Durant aquesta etapa, és usual que les comunitats desenvolupin un sentit d'autoria sobre el domini en la mesura que generen coneixement. Això implica que una administració activa del coneixement involucra el manteniment d'un balanç entre l'autoria i la divulgació del coneixement. Per al desenvolupament de la comunitat i la resposta de la mateixa davant demandes de l'ambient, hi ha una sèrie d'activitats que es recomana realitzar. Entre elles, utilitzar altres comunitats com a punt de referència permet construir nou coneixement per a la comunitat.

#### Etapa de transformació
Durant l'última etapa de desenvolupament, una transformació de la comunitat té un impacte gran sobre el coneixement de la mateixa. Transformar una comunitat a ser part de l'organització en la qual es localitza, pot derivar en el compartir coneixement de manera informal entre parells de l'organització, generant una divulgació més gran del coneixement. Això implica una reestructuració de l'administració del coneixement.

## Factors crítics d'èxit per a l'establiment d'una comunitat de pràctica
L'èxit d'una comunitat de pràctica i la seva sostenibilitat a llarg termini depenen en gran manera dels participants en la comunitat, a més de les persones. Graham Attwell Arxivat 2007-10-15 a Wayback Machine. identifica els següents factors crítics:
1. Evitar emprar criteris molt específics i limitats per la definició de la comunitat de pràctica. La definició de la comunitat és una tasca intrínsecament complicada perquè per la seva naturalesa no té una delimitació clarament establerta.
2. Els components d'una comunitat de pràctica han d'experimentar la rellevància i percebre que les finalitats de la comunitat els són útils. Han de ser capaços d'identificar-s'hi per arribar a sentir-se membres de ple dret de la comunitat i entusiasmar-se amb ella.
3. Els integrants d'una comunitat de pràctica han d'estar convençuts que perfeccionen i aprenen (noves) competències que s'encaminen a millorar el seu rendiment professional, de treball o d'estudi.
4. Per integrar-se dins de la comunitat és necessari el compromís i la confiança mútua. Cada membre de la comunitat ha de sentir que la resta de membres valora les seves aportacions. En la major part dels casos, això es produeix pel coneixement que s'aporta a la comunitat, però també per la seva forma de treballar i de comunicar-se.
5. L'impulsor d'una comunitat de pràctica ha d'estar preparat per donar un elevat grau d'autonomia a la resta de membres.
6. Els partícipants han de tenir habilitats socials ben desenvolupades. Amb el treball col·laboratiu la comunitat podrà generar més fàcilment nous coneixements i solucions, que no pas intentant resoldre els problemes de forma individual.
7. Especialment en la fase inicial, cal parar molta atenció al fet que els mateixos components participin en la definició de la comunitat.
8. Els conflictes han de ser tractats de forma oberta i respectuosa. La solució d'un conflicte no es considera com la victòria o derrota d'un membre, sinó com una oportunitat d'aprenentatge per a tota la comunitat.
9. El diàleg obert és fonamental. Les conclusions han de ser generades de forma col·laborativa, atenent i respectant les opinions de tots els partícips. Les conclusions no han de ser imposades pel moderador.
10. Els participants haurien de sentir la comunitat com un entorn sense risc, en el qual poden expressar les seves opinions i posicionaments sense cap recança, sentir-se lliures de plantejar preguntes i d'explorar solucions innovadores i idees creatives.
11. Els membres de la comunitat de pràctica han de sentir-se compromesos i rebre suport per part dels directius de l'organització (si és el cas).
12. Els participants viuen la seva col·laboració com una contribució al seu creixement personal. La finalitat de la comunitat de pràctica és que tots els membres experimentin això a partir del coneixement adquirit i la millora de rendiment en el seu treball.
13. Els participants s'adonen del valor afegit de la seva pertinença a la comunitat, si aquesta és de naturalesa multidisciplinària i està formada per persones d'estrats jeràrquics diferents.
14. Atès que una comunitat de pràctica funciona en gran manera virtualment, necessitarà el suport d'eines de treball col·laboratiu fiables que permetin ampliar el ventall de funcionalitats a mesura que es va desenvolupant la comunitat.
15. Els dirigents de l'organització (si és el cas) han d'entendre i recolzar activament la importància estratègica de les comunitats de pràctica, però no s'haurien d'implicar directament en llurs activitats diàries o en els objectius que proposa l'esmentada comunitat. Han d'acceptar i confiar en la comunitat com una entitat autònoma.